# Jax Jones
Timucin Lam (Londres; 25 de julio de 1987), conocido por su nombre artístico Jax Jones, es un DJ, remezclador y productor discográfico británico. Saltó a la fama en 2014 al colaborar con Duke Dumont en el sencillo número uno «I Got U». A esto le siguieron sus propios sencillos: «You Don't Know Me» con Raye en 2016, e «Instruction» con Demi Lovato y Stefflon Don en 2017. El álbum de estudio debut de Jax, Snacks (Supersize), se lanzó en 2019.

## Biografía
Hijo de dos maestros, Jax creció en un hogar multiétnico y fue expuesto a una gran cantidad de influencias. Después de que su padrastro nigeriano le introdujera al afrobeat vía Fela Kuti y rap con una cinta del álbum de Biggie Smalls, Jax escuchó hip hop, R&B, góspel y música africana tradicional. Productores como The Neptunes, Timbaland y Rodney Jerkins formaron sus horizontes musicales y su fascinación por la anatomía de una sección rítmica. Después de haber estudiado inicialmente la guitarra clásica desde su temprana edad, Jax tomó beat-making a los 15 años después de descubrir Cubase en la Atari de su amigo.

## Carrera

### Inicios y primeros éxitos (2013-14)
Su carrera comenzó actuando en diversos clubes de micrófono abierto en Londres, hasta que, Jax finalmente se unió a Ripperman, un productor de grime de Mitcham, en Brixton's Raw Materials Studio, y trabajó en lanzamientos para Big Narstie y Roadside Gs, entre otros en la escena. Sus padres lo alentaron a ir a la universidad a los 18 años. Optando por permanecer más cerca de Raw Materials, rechazó una entrevista en la Universidad de Oxford para asistir a la Universidad de Brunel en Uxbridge. A pesar de un viaje de dos horas, Jax pasó de las conferencias al estudio todos los días para trabajar en su oficio, publicando ritmos regularmente en Myspace. Después de graduarse, Jax alquiló un estudio en Sydenham después de que no se le permitiera regresar a la casa familiar. compró una torre Mac de Gumtree y trabajó a diario para perfeccionar su oficio.
Después de conocer a Duke Dumont, desarrolló un interés en la música house y juntos coescribieron y produjeron "I Got U", "Won't Look Back" y "Ocean Drive". El sencillo "I Got U", alcanzó el número uno en la lista de sencillos del Reino Unido en marzo de 2014, lo que le llevó a continuar grabando nuevos sencillos.

### Snacks(2015-19)
El 24 de julio de 2015, lanzó el sencillo "Yeah Yeah Yeah". En julio de 2016, lanzó el sencillo "House Work". Jax dice de la pista: "Al final del día, comencé a hacer ritmos en una pista de cuatro, así que se siente bien poner esa energía de bricolaje en mi música". En diciembre de 2016, lanzó el sencillo "You Don't Know Me" basado en el muestreo de la línea de bajo de M.A.N.D.Y. vs. Booka Shade's 2005 hit "Body Language". La canción se convirtió en su mayor éxito, alcanzando el número tres en el Reino Unido y el top cinco en varios países europeos, incluidos Alemania, Irlanda, Bélgica y Noruega. Jones continuó lanzando canciones en las que colaboró con artistas como Demi Lovato y Years & Years. Lanzó su primera reproducción extendida, Snacks, el 28 de noviembre de 2018. El EP se expandió más tarde al primer álbum de Jones, Snacks (Supersize), que se lanzó el 6 de septiembre de 2019.

### Europa (2020-actualidad)
Jax también colaboró con su compañero DJ Martin Solveig para crear el dúo musical Europa. Su primera canción juntos, "All Day and Night" (con Madison Beer, se incluyó en el EP, Snacks, de 2018 de Jones y se lanzó como sencillo en marzo de 2019). Lanzaron su siguiente sencillo, "Tequila" (con RAYE), en febrero de 2020. En octubre de 2021 participó en el álbum Pokémon 25: The Album con una canción titulada "Phases" junto a Sinéad Harnett.

## Discografía

### Álbumes
- Snacks (2019)

### Reediciones
- Snacks (SUPERSIZE) (2019)

### Sencillos

#### Como artista principal
| Año  | Título                                                  | Posiciones en los Charts | Posiciones en los Charts | Posiciones en los Charts | Posiciones en los Charts | Posiciones en los Charts | Posiciones en los Charts | Posiciones en los Charts | Posiciones en los Charts | Posiciones en los Charts | Posiciones en los Charts | Posiciones en los Charts | Certificaciones                                                                                            | Álbum              |
| Año  | Título                                                  | R.U.                     | R.U. Dance               | ALE                      | AUS                      | AUT                      | BEL (Fl)                 | ESP                      | IRL                      | SCO                      | SUE                      | SUI                      | Certificaciones                                                                                            | Álbum              |
| ---- | ------------------------------------------------------- | ------------------------ | ------------------------ | ------------------------ | ------------------------ | ------------------------ | ------------------------ | ------------------------ | ------------------------ | ------------------------ | ------------------------ | ------------------------ | --- | ------------------ |
| 2013 | «Go Deep»                                               | —                        | —                        | —                        | —                        | —                        | —                        | —                        | —                        | —                        | —                        | —                        | | Sin álbum          |
| 2015 | «Yeah Yeah Yeah»                                        | —                        | —                        | —                        | —                        | —                        | —                        | —                        | —                        | —                        | —                        | —                        | | Sin álbum          |
| 2016 | «House Work» (con Mike Dunn y MNEK)                     | 85                       | 24                       | —                        | —                        | —                        | —                        | —                        | 92                       | 60                       | —                        | —                        | - BPI: Plata                                                                                               | Snacks             |
| 2016 | «You Don't Know Me», (con Raye)                         | 3                        | 1                        | 3                        | 12                       | 7                        | 2                        | 19                       | 3                        | 3                        | 9                        | 6                        | - BPI: 2× Platino - ARIA: 3× Platino - BEA: 2× Platino - BVMI: 3× Oro - FIMI: 3× Platino - GLF: 2× Platino | Snacks             |
| 2017 | «Breathe» (con Ina Wroldsen)                            | 7                        | 1                        | 15                       | —                        | 14                       | 6                        | 53                       | 4                        | 5                        | 13                       | —                        | - BPI: Platino - ARIA: Platino - BEA: Oro - BVMI: Oro                                                      | Snacks             |
| 2017 | «Instruction» (con Demi Lovato y Stefflon Don)          | 13                       | 3                        | 31                       | 72                       | 66                       | 23                       | —                        | 29                       | 10                       | —                        | 94                       | - BPI: Platino - ARIA: Oro - BVMI: Oro - FIMI: Oro                                                         | Snacks             |
| 2018 | «Ring Ring» (con Mabel y Rich The Kid)                  | 12                       | 2                        | —                        | —                        | —                        | 36                       | —                        | 15                       | 9                        | —                        | —                        | - BPI: Oro                                                                                                 | Snacks             |
| 2018 | «Play» (con Years & Years)                              | 8                        | 1                        | —                        | —                        | —                        | 46                       | —                        | 19                       | 9                        | —                        | —                        | - BPI: Oro                                                                                                 | Snacks             |
| 2019 | «All Day And Night» (con Martin Solveig & Madison Beer) | 10                       | 2                        | 85                       | —                        | 60                       | 14                       | —                        | 7                        | 7                        | 77                       | —                        | - BPI: Platino                                                                                             | Snacks             |
| 2019 | «Harder» (con Bebe Rexha)                               | 23                       | —                        | —                        | —                        | —                        | —                        | —                        | 24                       | 12                       | —                        | —                        | - BPI: Oro - ARIA: Oro                                                                                     | Snacks             |
| 2019 | «Jacques» (con Tove Lo)                                 | 67                       | 14                       | —                        | —                        | —                        | —                        | —                        | 65                       | —                        | —                        | 61                       | | Snacks (Supersize) |
| 2019 | «This Is Real» (con Ella Henderson)                     | 9                        | 4                        | —                        | —                        | —                        | —                        | —                        | 14                       | 3                        | —                        | —                        | - BPI: Platino                                                                                             | Snacks (Supersize) |
| 2020 | «Tequila» (con Martin Solveig y Raye)                   | 21                       | 3                        | —                        | —                        | —                        | —                        | —                        | 19                       | 14                       | —                        | —                        | - BPI: Plata                                                                                               | TBA                |

#### Como artista invitado
- «I Got U» (con Duke Dumont) (2014)
- «One Touch» (con Jess Glynne) (2018)
- «Jacques» (con Tove Lo) (2019)

#### Otras canciones
- «Phases» (con Sinéad Harnett) (2021)

### Créditos de producción y composición
| Título                            | Año  | Artista(s)    | álbum                         | Créditos   |
| --------------------------------- | ---- | ------------- | ----------------------------- | ---------- |
| «Dumb»                            | 2013 | Tich          | What I'm Meant to Say         | Coescritor |
| «Can We Dance»                    | 2013 | The Vamps     | Meet the Vamps                | Coescritor |
| «Won't Look Back»                 | 2014 | Duke Dumont   | EP1                           | Coescritor |
| «Ocean Drive»                     | 2015 | Duke Dumont   | Blasé Boys Club Part 1        | Coescritor |
| «The Valley»                      | 2016 | Clare Maguire | Stranger Things Have Happened | Coescritor |
| «Text from Your Ex» (con Tinashe) | 2017 | Tinie Tempah  | Youth                         | Coescritor |

### Remixes
| Titulp                      | Año  | Artista(s)     |
| --------------------------- | ---- | -------------- |
| «Won't Look Back»           | 2014 | Duke Dumont    |
| «If You Wait»               | 2014 | London Grammar |
| «Ready for the Good Life»   | 2014 | Paloma Faith   |
| «Talking Body»              | 2015 | Tove Lo        |
| «Shine»                     | 2015 | Years & Years  |
| «Impossible»                | 2015 | Lion Babe      |
| «On My Mind»                | 2015 | Ellie Goulding |
| «WTF (Where They From)»     | 2016 | Missy Elliott  |
| «House Work» (Carnival VIP) | 2016 | Jax Jones      |
| «After the Afterparty»      | 2016 | Charli XCX     |